# Matthew Greywolf
Matthew Greywolf, właśc. Benjamin Buss (ur. 7 października 1977 w Wadgassen) – niemiecki gitarzysta i projektant graficzny. Jeden z założycieli power-metalowej grupy Powerwolf.
Jest żonaty z fotografem Janine Buss.

## Życiorys
Buss pochodzi z Wadgassen. Wychowywał się w katolickiej rodzinie.
W 1994 wraz z paroma innymi osobami założył zespół Flowing Tears & Withered Flowers. Był jego gitarzystą i keyboardzistą. Zmienili nazwę na Flowing Tears w 1999. W 1995 wraz założył Red Aim wraz z Pascalem Flachem, z którym znał się ze szkoły.
W 2003 wraz z Davidem Vogtem założył zespół Powerwolf. Pomimo braku pokrewieństwa, oboje przyjęli sceniczne nazwisko „Greywolf”. Krótko po tym dołączyła do nich reszta Red Aim. Jest głównym tekściarzem zespołu i członkiem, który pojawia się w większości wywiadów.
Na pytanie czy jest chrześcijaninem, czy satanistą, Greywolf odpowiedział: „Jestem metalistą, fanem metalu. Metal jest moją religią. Spójrz na tych wszystkich ludzi. Co ich łączy? Mogę ci powiedzieć, to pieprzony metal”.
Za swoje główne inspiracje muzyczne uważa między innymi: Iron Maiden, Black Sabbath, Scorpions, Michael Schenker Group, Mercyful Fate, Paradise Lost, Tiamat, New Model Army i Dead Can Dance.

## Dyskografia

### Flowing Tears
- Bijou (Demo) (1995)
- Swansongs (1996)
- Joy Parade (1998)
- Jade (2000)
- Serpentine (2002)
- Razorbliss (2004)
- Invanity – Live in Berlin (Live) (2007)
- Thy Kingdom Gone (2008)

### Red Aim
- Sinai Jam (DIY - prywatne wydanie) (1996)
- Orange (DIY - prywatne wydanie) (Mini Album) (1998)
- Call Me Tiger (1999)[11]
- The Aprilfuckers EP (2000)[12]
- Saartanic Cluttydogs (2001)[13]
- Flesh For Fantasy (2002)[14]
- Niagara (2003)[15]

### Powerwolf
- Return in Bloodred (2005)
- Lupus Dei (2007)
- Bible of the Beast (2009)
- Blood of the Saints (2011)
- Preachers of the Night (2013)
- Blessed & Possessed (2015)
- The Sacrament of Sin (2018)

### Występy gościnne
- Autumnblaze – Every Sun Is Fragile (2013)[16][17]